# Masdevallia demissa
Masdevallia demissa är en orkidéart som beskrevs av Heinrich Gustav Reichenbach. Masdevallia demissa ingår i släktet Masdevallia och familjen orkidéer.
Artens utbredningsområde är Costa Rica. Inga underarter finns listade i Catalogue of Life.